# 渥太華暴怒足球會
渥太華暴怒足球會（英語：Ottawa Fury FC）是加拿大首都渥太華的一支職業足球隊，2005年成立，2011年職業化，2019年中止運作。

## 男子隊歷史

### 高級培訓聯賽時期
渥太華暴怒男子隊於2005年成立，並和另外兩支加拿大球隊雷霆灣寒冰和阿博斯福游騎兵（今菲沙河谷水手）一同加入美國足球高級培訓聯賽（今美國足球乙級聯賽）。此後球隊先後在2009、2010、2012和2013賽季奪得賽區冠軍。當時的渥太華暴怒不僅有自己的女子隊，甚至還有自己的足球學校。後來女子隊和足球學校分別在2014年和2016年解散。

### 北美足球聯賽時期
2011年6月20日，北美足球聯賽宣佈批准渥太華暴怒加入聯賽的申請，渥太華暴怒將在2014年蘭斯頓體育場擴建完成後正式加盟。2013年3月，俱樂部管理層向全社會公開徵集新球隊的名稱，收到超過4000個建議。徵名活動結束後，總裁約翰·浦宣佈：新職業球隊將沿用「渥太華暴怒」的名稱，但會在名稱後加上「FC」二字。
2013年5月23日，渥太華暴怒任命馬克·多斯桑托斯為首任主教練。
2014年上半年，由於蘭斯頓體育場擴建工程延誤，球隊只能暫時以卡爾頓大學為主場。4月12日，渥太華暴怒迎來了職業化後首場比賽，結果以0-2負於前來踢館的勞德代爾堡射手，此後球隊只贏得接下來的八場比賽當中的三場。7月20日，蘭斯頓體育場擴建工程完工，但渥太華暴怒的表現未有起色，賽季結束後排名第八位。
2015賽季上半程的渥太華暴怒依然舉步維艱，上半程最終排名第九。但到了下半程，渥太華暴怒突然脫胎換骨，以20場比賽奪得45分，超過第二位明尼蘇達聯隊6分的成績奪得下半程冠軍。在此後的季後賽半決賽中，渥太華暴怒再次以2-1的比分淘汰明尼蘇達聯隊，可惜在總決賽中以2比3不敵紐約宇宙，錯失冠軍。此役過後，在紐約宇宙效力的前皇马球員勞爾也宣佈正式結束自己長達21年的職業生涯。
2015年11月，主教練多斯桑托斯被堪薩斯城體育會挖走。11月20日，球會任命蘇格蘭人保羅·道格利施接任總教練。2016賽季的渥太華暴怒雖然在加拿大足球錦標賽上爆冷擊敗溫哥華白浪，但聯賽表現則乏善可陳，賽季排名只能敬陪末座。

### 美國足球聯賽時期
2016年10月25日，渥太華暴怒宣佈：來年將退出北美足球聯賽，加入美國足球聯賽（USL）。同年12月，蒙特利爾衝擊決定解散自己的直屬預備隊「FC蒙特利爾」，轉而和渥太華暴怒簽訂合作協議，讓渥太華成為蒙特利爾的掛名預備隊，但渥太華依然保留加拿大足球錦標賽參賽資格。
2017年8月14日，總教練保羅·道格利施突然「因為個人原因」請辭，兩天後球會和道格利施正式分道揚鑣。時任助理教練的加拿大退役國腳朱利安·德古茲曼接任看守教練。2017賽季，渥太華暴怒以6分之差與季後賽失之交臂。
2017年12月21日，球會宣佈由塞爾維亞人尼古拉·波波維奇接任總教練，德古茲曼出任總經理。
2018年9月5日，渥太華體育娛樂集團行政總裁馬克·高迪出面澄清：渥太華暴怒不會在2019賽季加入新成立的加拿大超級足球聯賽（加超聯），但並不排除以後加入的可能性。同年12月12日，中北美足聯突然宣佈：即使加美兩國足協已經批准，中北美足聯也不會批准渥太華暴怒參加2019賽季美國足球冠軍聯賽。次日，中北美足聯發表聲明，稱並未收到渥太華暴怒遞交的跨國參賽申請。此外中北美足聯還指出：2019年加超聯開賽之後，此前允許渥太華暴怒參加美國次級聯賽的「特殊情況」已不復存在。12月19日，渥太華體育娛樂集團向國際體育仲裁法院申請緊急禁制令，以保留2019賽季參加美國聯賽的資格。兩天後，中北美足聯向渥太華暴怒發出了2019賽季的參賽許可。
在2019賽季，渥太華暴怒第一次入圍了美國足球冠軍聯賽季後賽，但在第一輪就被查爾斯頓炮臺淘汰出局。一週以後，球會宣佈不會和波波維奇續約。11月8日，渥太華暴怒通過新聞發佈會宣佈：由於無法獲得中北美足聯的2020賽季跨國參賽許可，因此球隊只能夠中止運作。此前，渥太華暴怒管理層還表示：早在當年3月就已經向加拿大足協申請多年跨國參賽許可，但加拿大足協只發出了2020年一年的參賽許可，而美國足協和中北美足聯方面的參賽許可則一直沒等到。12月11日，渥太華暴怒宣佈將美冠聯賽參賽執照售予邁阿密FC。

## 女子隊歷史
渥太華暴怒女子隊成立於2000年。球隊第一任教練是安德魯·涅拉（Andrew Nera）。執教三年期間，涅拉的紀錄是16勝16平8負，球隊也從未晉級季後賽。2002賽季結束後，約翰·浦收購了渥太華暴怒，並且開始了將球隊半職業化的進程。
2003年，渥太華暴怒加入半職業的美國USL女子足球聯賽，並聘任退役球員弗蘭柯·洛弗蘭柯（Franco Lofranco）為主教練。從2003年到2007年，洛弗蘭柯把渥太華暴怒帶到了一個新的高度：56勝4平3負、五年未曾缺席季後賽、2004到2007年連續奪得分區冠軍、2005和2006年連續奪得賽區冠軍。在2005和2006年，渥太華暴怒兩次晉級聯賽總決賽，但分別被新澤西野貓和溫哥華白浪擊敗。2007年，渥太華暴怒常規賽11勝1平，未嚐敗績，但在季後賽卻被華盛頓自由淘汰出局。2008賽季結束後，洛弗蘭柯黯然離職。洛弗蘭柯年代的渥太華暴怒為加拿大女足貢獻了瑪麗-艾芙·諾爾、丽安·威尔金森、萝宾·盖尔、黛安娜·马西森和凯莉·帕克等數名骨幹球員。
洛弗蘭柯離任後，渥太華暴怒聘任蘇格蘭人克雷格·史密斯接任主教練。此後的渥太華暴怒維持了之前幾個賽季的態勢：常規賽過關斬將，季後賽舉步維艱。2009年，渥太華暴怒連續斬獲分區冠軍和賽區冠軍，但在迎戰華盛頓自由的半決賽中，雙方鏖戰120分鐘未能攻破大門，最終渥太華暴怒在點球大戰中落敗。2010年，渥太華暴怒成功衛冕分區冠軍，但在賽區決賽中被水牛城閃電擊敗。水牛城閃電最終奪得2010年聯賽冠軍，而帶領水牛城過關斬將的正是曾經的渥太華暴怒主力凯莉·帕克。在2010年離任時，克雷格·史密斯的戰績是32勝5平3負。
史密斯離任之後，曾在洛弗蘭柯和史密斯麾下擔任助理教練的多米尼克·歐利維里接任主教練。歐利維里把招募球員的重心放在加美兩國的大學足球聯賽上。2011年，渥太華暴怒12場常規賽未嚐一敗，並且一鼓作氣奪得分區冠軍和賽區冠軍，可惜在總決賽以1-6被亞特蘭大銀背猩擊敗。雖然如此，但歐利維里還是獲選的當年的最佳教練，而球隊主力球員馬洛莉·奧特布里奇也獲選當年的聯賽最佳球員。2012年，在三次衝擊冠軍失敗後，渥太華暴怒終於奪得球隊歷史上第一座聯賽冠軍獎盃。
2014年12月，渥太華暴怒以「商業決定」為由解散了女子隊。

## 戰績

### 男子隊
| 半職業年代 | 半職業年代   | 半職業年代       | 半職業年代       | 半職業年代       | 半職業年代       | 半職業年代       | 半職業年代       | 半職業年代       | 半職業年代       | 半職業年代 | 半職業年代 | 半職業年代    |
| 年份       | 聯賽         | 常規賽           | 常規賽           | 常規賽           | 常規賽           | 常規賽           | 常規賽           | 常規賽           | 常規賽           | 季後賽     | 季後賽     | 季後賽        |
| ---------- | ------------ | ---------------- | ---------------- | ---------------- | ---------------- | ---------------- | ---------------- | ---------------- | ---------------- | ---------- | ---------- | ------------- |
| 2005       | 高級培訓聯賽 | 東北賽區第三     | 東北賽區第三     | 東北賽區第三     | 東北賽區第三     | 東北賽區第三     | 東北賽區第三     | 東北賽區第三     | 東北賽區第三     | 未晉級     | 未晉級     | 未晉級        |
| 2006       | 高級培訓聯賽 | 新英格蘭賽區第二 | 新英格蘭賽區第二 | 新英格蘭賽區第二 | 新英格蘭賽區第二 | 新英格蘭賽區第二 | 新英格蘭賽區第二 | 新英格蘭賽區第二 | 新英格蘭賽區第二 | 未晉級     | 未晉級     | 未晉級        |
| 2007       | 高級培訓聯賽 | 東北賽區第八     | 東北賽區第八     | 東北賽區第八     | 東北賽區第八     | 東北賽區第八     | 東北賽區第八     | 東北賽區第八     | 東北賽區第八     | 未晉級     | 未晉級     | 未晉級        |
| 2008       | 高級培訓聯賽 | 新英格蘭賽區第二 | 新英格蘭賽區第二 | 新英格蘭賽區第二 | 新英格蘭賽區第二 | 新英格蘭賽區第二 | 新英格蘭賽區第二 | 新英格蘭賽區第二 | 新英格蘭賽區第二 | 未晉級     | 未晉級     | 未晉級        |
| 2009       | 高級培訓聯賽 | 東北賽區第一     | 東北賽區第一     | 東北賽區第一     | 東北賽區第一     | 東北賽區第一     | 東北賽區第一     | 東北賽區第一     | 東北賽區第一     | 分區決賽   | 分區決賽   | 分區決賽      |
| 2010       | 高級培訓聯賽 | 東北賽區第一     | 東北賽區第一     | 東北賽區第一     | 東北賽區第一     | 東北賽區第一     | 東北賽區第一     | 東北賽區第一     | 東北賽區第一     | 賽區決賽   | 賽區決賽   | 賽區決賽      |
| 2011       | 高級培訓聯賽 | 東北賽區第四     | 東北賽區第四     | 東北賽區第四     | 東北賽區第四     | 東北賽區第四     | 東北賽區第四     | 東北賽區第四     | 東北賽區第四     | 未晉級     | 未晉級     | 未晉級        |
| 2012       | 高級培訓聯賽 | 東北賽區第一     | 東北賽區第一     | 東北賽區第一     | 東北賽區第一     | 東北賽區第一     | 東北賽區第一     | 東北賽區第一     | 東北賽區第一     | 賽區決賽   | 賽區決賽   | 賽區決賽      |
| 2013       | 高級培訓聯賽 | 東北賽區第一     | 東北賽區第一     | 東北賽區第一     | 東北賽區第一     | 東北賽區第一     | 東北賽區第一     | 東北賽區第一     | 東北賽區第一     | 賽區決賽   | 賽區決賽   | 賽區決賽      |
| 職業化年代 |              |                  |                  |                  |                  |                  |                  |                  |                  |            |            |               |
| 年份       | 聯賽         | 比賽             | 勝               | 平               | 負               | 入球             | 失球             | 積分             | 總排名           | 季後賽     | 加錦標     | 參考          |
| 2014       | 北美足聯     | 27               | 7                | 6                | 14               | 34               | 38               | 27               | 8                | 未晉級     | 第一輪     | [ 38 ] [ 39 ] |
| 2015       | 北美足聯     | 30               | 15               | 11               | 4                | 42               | 23               | 56               | 2                | 亞軍       | 第一輪     | [ 40 ] [ 41 ] |
| 2016       | 北美足聯     | 32               | 7                | 10               | 15               | 32               | 40               | 31               | 10               | 未晉級     | 半決賽     | [ 42 ] [ 43 ] |
| 2017       | 美冠         | 32               | 8                | 14               | 10               | 42               | 41               | 38               | 10               | 未晉級     | 半決賽     | [ 44 ]        |
| 2018       | 美冠         | 34               | 13               | 6                | 15               | 31               | 43               | 45               | 10               | 未晉級     | 半決賽     | [ 45 ]        |
| 2019       | 美冠         | 34               | 14               | 10               | 10               | 50               | 43               | 52               | 8                | 外卡賽     | 半決賽     | [ 45 ]        |

### 女子隊
| 年份 | 聯賽        | 賽區     | 分區     | 常規賽            | 季後賽               |
| ---- | ----------- | -------- | -------- | ----------------- | -------------------- |
| 2003 | USL女子聯賽 | 東北賽區 | 北分區   | 分區第二          | 半決賽（總排名第四） |
| 2004 | USL女子聯賽 | 中北賽區 | 北分區   | 分區第一          | 總決賽（亞軍）       |
| 2005 | USL女子聯賽 | 東北賽區 | 北分區   | 分區第一/賽區第一 | 總決賽（亞軍）       |
| 2006 | USL女子聯賽 | 東北賽區 | 北分區   | 分區第一/賽區第一 | 總決賽（亞軍）       |
| 2007 | USL女子聯賽 | 東北賽區 | 北分區   | 分區第一          | 總決賽（亞軍）       |
| 2008 | USL女子聯賽 | 東北賽區 | 北分區   | 分區第一          | 總決賽（亞軍）       |
| 2009 | USL女子聯賽 | 東北賽區 | 大湖分區 | 分區第一/賽區第一 | 半決賽（殿軍）       |
| 2010 | USL女子聯賽 | 東北賽區 | 大湖分區 | 分區第一          | 賽區總決賽           |
| 2011 | USL女子聯賽 | 中部賽區 | 大湖分區 | 分區第一/賽區第一 | 總決賽（亞軍）       |
| 2012 | USL女子聯賽 | 中部賽區 | 中部分區 | 分區第一          | 冠軍                 |

## 註解
1. ↑  根據《國際足聯章程 （页面存档备份，存于）》，受一個足協管轄的俱樂部，只有在特殊情況下，才能參加另一个足協管轄的聯賽，而且必須事先得到當事雙方足協，所屬大洲足協，以及國際足聯的四重批准。